# Увреждане на слуха
Увреждане на слуха (глухота) е пълна или частична неспособност за усещане или възприемане на поне част от честотния спектър на звука.
Глухонемотата се характеризира с увреждане както на слуховия анализатор, така и с функционално отсъствие на речева способност. Органите на говора са развити нормално, като немотата е следствие от липсата на слух.
Човешката слухова система възприема звук със сила от 0 до 125 dB в обхват от 16 – 20 до 20 000 – 25 000 Hz (долната граница на чувствителност на човешкия слух е около 16 Hz). Звук със сила по-голяма от 125 dB предизвиква болка у чуващия. Загуба на слуха до 40 dB се приема за лека, до 55 dB – за умерена, а до 90 dB – за тежка. Нуждата от усилване на звука над 90 dB е показател за пълна глухота.

## Видове загуба на слуха

### Кондуктивна
За кондуктивна загуба се касае, когато външното или средното ухо не могат да предават звуковите вълни към вътрешното ухо. Обикновено това се дължи на проблем в слуховия канал, тъпанчето или костиците в средното ухо. Някои от причините за този вид увреждане на слуха са:
- Отит
- Перфорация на тъпанчето
- Обструкция на слуховия канал – например от предмет
- Натрупване на ушна кал
- Тумори
- Вродени малформации на външното или средното ухо

### Невросензорна
При невросензорното увреждане на слуха е поразено вътрешното ухо (кохлеа) и/или слуховият нерв, който свързва вътрешното ухо с мозъка. Този вид загуба може да бъде вродена или придобита.
Някои причини за придобита невросензорна загуба на слуха са:
- Употреба на ототоксични медикаменти – някои антибиотици имат силно токсично действие върху слуховия нерв, и превишаване на дозата или продължителността на използване води до унищожаване на слуховия анализатор.
- Излагане на шум – може да е продължително или краткотрайно:
  - Излагане на производствени шумове и вибрации в продължение на години – поражението е известно като „професионална глухота“. Вредното въздействие на такъв шум се определя от неговия интензитет и честота:[2] Всеки шум, който е над 84 dB, е опасен за слуха на човека.[3][4] Особено вредни за слуха са шумовете с висока честота и ултразвукът. Също така при т. нар. импулсивни шумове (с голям интензитет на импулсите), уврежданията настъпват много по-бързо.
  - Излагане на внезапен и силен шум за кратък период от време.
- Травма
- Болест на Мениер – представлява невъзпалително заболяване на вътрешното ухо. Заболяването има пристъпен характер и може да бъде предизвикано от алергия, преумора, както и психически травми. Обикновено пристъпните кризи възникват внезапно и са съпроводени със силен световъртеж, гадене, понякога повръщане, както и шум с намаление на слуха на едното ухо. След няколко пристъпа се развива трайно намаляване на слуха, а в по-редки случаи може да настъпи едностранна глухота.
- Автоимунно заболяване
- Туморни образувания
- Вирусни и бактериални инфекции – например менингит

### Комбинирана
Комбинирана е глухотата при която се наблюдава кондуктивна и невросензорна глухота.

### Централна
Централна загуба на слуха включва слуховите центрове в мозъка. Този вид на загуба включва мозъка (в края на процеса).

### Прогресивна
Прогресивната загуба на слуха означава, че се влошава в течение на времето.

## Хората с увреден слух
Докато от медицинска гледна точка са важни само видът и степента на увредата, социалната категоризация на хората с увреден слух е по-сложна. Езикът, развитието на устна реч и специалните нужди разграничават хората с увреден слух на глухи и тежкочуващи.

### Тежкочуващи
Модерните слухови апарати могат значително да облекчат слуховите увреждания. Дори и хора с тежка загуба от над 90 dB могат да извлекат полза от слухов апарат. Колкото по-малка е загубата, толкова повече слуховият апарат възстановява функцията на ухото. Затова тежкочуващите дори и от медицинска гледна точка остават хетерогенна група с широк обхват от слухови умения.
Социалните граници на групата обаче са изградени не толкова върху загубата на слуха, колкото върху начина на общуване. Тежкочуващите общуват орално, като според нуждите си разчитат на своя слух, на невербална информация от говорещия, на знанията си по темата на разговора. Често като тежкочуващи се приемат по медицинско определение глухи хора, загубили слуха си след детството и след овладяването на говорим език. Те се изразяват устно (а не чрез жестов език) и разчитат на четене по устните на събеседника.
Тежкочуващите разчитат малко или много на звуковото възприятие на човешка реч. Обикновено то е непълно като се изпускат звукове, думи или цели изрази. При по-тежко увреждане често се чува само неразбираем шум там, където за чуващия има дума, а при по-леки случаи има объркване на звукове (неразграничаване на „м“ и „н“, „в“ и „ф“ и др.) Такива бели полета могат да бъдат попълнени чрез разчитане по устните на говорещия или чрез досещане за съдържанието на пропуснатото. Обикновено колкото е по-запознат с темата на раговора тежкочуващият, толкова по-лесно му е да попълва белите петна. Не всеки тежкочуващ умее да разчита добре по устните, а и не всеки говорим език подлежи на изцяло визуално възприятие. Често тежкочуващите молят да им се повтаря, дори повече от веднъж, както и да се перифразира изречението. Други визуални помощници на тежкочуващия са мимиката, езикът на тялото и естествените жестове, с които допълваме речта си.
Тежкочуващият влага не малко усилия в общуването и затова се уморява по-бързо. При тежка загуба на слуха се губи и умението за възприятие на посоката на звука, умението да се филтрира околния шум, както и усещането за силата на собствения глас. Много тежкочуващи викат не защото не могат да се чуят (те чуват гласа си и чрез костните вибрации в тялото), а защото не могат да преценят колко високо говорят.
Обратно на всеобщото схващане викането не помага на тежкочуващия да чува по-добре, защото изопачава думите. По-подходящо е към тежкочуващия да се обръщаме с леко по-бавен и по-ясен говор, без да закриваме устата и лицето си.

### Глухи
Културата на глухите описва социалните вярвания, поведения, изкуство, литературни традиции, история, ценности и споделени институциите на общностите, които са засегнати от увреждане на слуха и които използват жестовия език като основно средство за комуникация.
Членовете на общността на глухите са склонни да гледат на увреждането си като разлика в човешкия опит, а не като на физическо увреждане.
Общността може да включва членове на семействата на хората с увреден слух и на преводачи на жестов език, които се идентифицират с културата на глухите и не включва автоматично всички хора, които са глухи или с увреден слух.
Културата на глухите е призната – съгласно член 30, параграф 4 от Конвенцията на ООН, който гласи, че „Хората с увреждания имат неотменно право, равноправно с всички останали, на признаване и подкрепа на тяхната специфична културна и лингвистична идентичност, включително техния език и култура.“

### Глухи срещу тежкочуващи
В България общност на тежкочуващите не съществува извън тесни приятелски кръгове. Общността на глухите обаче е сплотена, с култура и история, изградени върху български жестомимичен език, споделено детство, най-често прекарано в едно от четирите училища пансиони за глухи деца в страната, членство в Съюза на глухите в България и неучастие в света на чуващите. Към тази общност спадат и хора, които от медицинска гледна точка са тежкочуващи, но по свой избор ползват жестов език и поддържат социални контакти в средата на глухите. Въпреки че много от проблемите им са общи, глухите и тежкочуващите често гледат едни на други с недоверие и предпазливост. Съществуват и отрицателни нагласи – например стереотипът, че глухите не са толкова интелектуално развити, защото устната им реч е засегната и имат ограничен речников запас на български език. Тежкочуващите от своя страна понасят неприязън, защото се справят и в света на чуващите.

## Технически помощни средства
Двадесети век донася на хората с увреден слух не само аналоговите и цифрови слухови апарати, но и други устройства, които значително облекчават ежедневието. Това са
- FM системи, които увеличават звука и по FM вълни го пренасят от приемник към слуховия апарат в обхват от 10 – 15 m. Обикновено приемникът се поставя пред източника на звука, като по този начин слухопротезираният може да избере кой звук да чува и кой да заглуши. Тъй като елиминират ефекта на дистанцията, FM системите са улесняваща добавка към слуховите апарати. Особено подходящи са в шумни ситуации, при общуване с много хора наведнъж, както и в големи помещения. Удобна е употребата им в обучителни ситуации: учителят носи приемника на врата си, а ученикът чува гласа му директно в слуховия си апарат, като и двамата могат да се движат свободно.
- Индукционни вериги (loop системи), които действат подобно на FM системите, но предават звука по електромагнитни вълни, като изцяло заглушават страничния шум. От обикновен микрофон звукът достига направо до слуховия апарат (единственото изискване е слуховият апарат да има програма Т-telecoil) на потребителя, застанал в обхвата на системата. На практика всеки в това пространство, чийто слухов апарат е превключен на програма Т, приема звука от микрофона. Затова индукционните вериги са особено подходящи за обществени места като гари, кина и театри.

Всяко пространство може да бъде оборудвано с индукционна верига. В рамките на дома звукът от телевизор, музикална уредба, звънец и пр. може да бъде приеман чрез веригата. Джобни индукционни вериги се предлагат от производителите на мобилни телефони. Тъй като често слуховите апарати и мобилните телефони не са лесно съвместими, слухопротезираният може да включи индукционен кабел в телефона (самият кабел се носи на врата) като по този начин поставянето на телефона до ухото става излишно.
Липсата на средства за допълнителни технически приспособления в България затруднява достъпа до FM системи, а обществени места, оборудвани с индукционни вериги (loop системи), няма.

## Социални помощи в България
Хората с увреден слух в България получават социални помощи, изразяващи се в:
- Цифрови слухови апарати:
  - неосигурени лица – 1 бр. на всеки 6 г. на стойност 170 лв.;
  - за осигурени лица – 1 бр. на всеки 5 г. на стойност 480 лв.
  - за слухопротезиране на деца, учащи и студенти: едностранно – 1 бр. на всеки 3 г. (800 лв.) и двустранно – 2 бр. на всеки 3 г. (1600 лв.)
  - Батерии за слухови апарати – 20 бр. всяка година (40 бр. всяка година за деца, учащи и студенти, двустранно протезирани)
- При намалена работоспособност над 50% хората с увреден слух имат право на целева помощ за ползване на жестомимични услуги до 10 часа годишно и до 8 лв. на час, при посещения в държавни или общински администрации, здравни, културни и други институции.

## Начин на комуникация
Поради липсата или затрудненото възприятие на звуци, от практическа полза е използването на език базиран на знаци. Езикът на знаците се състои най-често от различни жестове възпроизведени с ръцете, като всеки жест или знак означава отделна дума. Съществуват и жестове за отделните букви на азбуката, използвани за предаването на имена. Езикът на знаците може да използва и лицеви изражения, език на тялото, както и различни движения на ръцете и тялото.

## Известни хора с увреден слух
- Бедржих Сметана (на чешки: Bedřich Smetana) – чешки композитор, диригент, педагог и общественик, смятан за патриарх на чешката музикална култура.
- Бил Клинтън (на английски: William Jefferson Clinton) – по време на втория си мандат като президент на САЩ, когато е на 51 години, Клинтън е двустранно слухопротезиран.[6]
- Винт Сърф (на английски: Vinton Gray Cerf) – американски компютърен учен, с чието име Интернет се свързва най-често, наричан е „бащата на Интернет“. Той е вицепрезидент на „Google Inc.“ и е тежкочуващ.
- Гертруд Едерл (на английски: Gertrude Caroline Ederle) – американска плувкиня, първата жена, преплувала Ламанша (1926 г.). Известна е като „Кралицата на вълните“. Прогресивно започва да губи слуха си в ранна детска вързраст, поради прекарана дребна шарка и от 30-а си години е напълно глуха.
- Гийом Амонтон (на френски: Guillaume Amontons) – френски изобретател и физик, загубил слуха с в ранна детска възраст. Той става един от основоположниците на трибологията, прави подобрения в различни измервателни инструменти и демонстрира действащ прототип на оптичен телеграф.
- Дани Елфман (на английски: Daniel Robert Elfman) – американски композитор и музикант. Губи слуха си вследствие на генетична предразположеност и излагане на силните звуци от музиката, която прави.
- Лесли Нилсен (на английски: Leslie William Nielsen) – канадско-американски актьор и комик, страда от загуба на слуха в късна възраст. Най-известен е с ролите си на Франк Дребин в „Голо оръжие“ и епизодите на „Страшен филм“.
- Лудвиг ван Бетховен (на немски: Ludwig van Beethoven) – световноизвестен немски композитор на класическа музика и пианист-виртуоз, страдал от прогресивна загуба на слуха и от остра форма на тинитус.
- Луис Бунюел (на испански: Luis Buñuel Portolés) – един от най-известните испански кинорежисьори-сюрреалисти и поет, известен с изключително „икономичния“ си стил и факта, че когато не искал да отговаря на многобройните питания на актьорите, просто изключвал слуховите си апарати.
- Марли Матлин (на английски: Marlee Bethany Matlin) – американска глуха актриса, носител на „Оскар“ в категорията „Най-добра актриса“, „Златен глобус“ и други отличия, автор на детски книжки. Тя е първата глуха жена отличена с наградата на Академията. На 11-месечна възраст губи напълно слуха си в дясното ухо и 80 % в лявото.
- Оливър Хевисайд (на английски: Oliver Heaviside) – британски самоук електроинженер, математик и физик. Загубва слуха си в младежките си години след прекарана скарлатина.
- Пиер дьо Ронсар (на френски: Pierre de Ronsard) – френски поет, загубил внезапно слуха си в младостта си, което прекратило дипломатичната му кариера и го насочио към писането.
- Роналд Рейгън (на английски: Ronald Wilson Reagan) – американски президент, носел слухови апарати по време и на публичните си изяви. Слуховите проблеми започнали в късна възраст първо в дясното, а после и в лявото ухо.
- Томас Едисън (на английски: Thomas Alva Edison) – световноизвестен американски изобретател и бизнесмен, загубил частично слуха си след пубертета. Едни от най-известните му изобретения са електрическата крушка и фонографа. Притежава над 1000 патенти на изобретения от държави в цял свят.
- Франсиско Гоя (на испански: Francisco José de Goya y Lucientes) – испански живописец и график, дворцов художник. На 46-годишна възраст се разболява тежко в резултат на което слухът му е силно увреден.
- Хелън Келър (на английски: Helen Adams Keller) – американски автор, политически активист, и лектор. Тя е първият глух и сляп човек, получил бакалавърска степен в изкуствата.